# Iphiseiodes zuluagai
Iphiseiodes zuluagai är en spindeldjursart som beskrevs av Denmark och Muma 1972. Iphiseiodes zuluagai ingår i släktet Iphiseiodes och familjen Phytoseiidae. Inga underarter finns listade i Catalogue of Life.